# Шинкуба, Баграт Васильевич
Багра́т Васи́льевич Ши́нкуба (абх. Баграт Уасыл-иҧа Шьынқәба; 12 мая 1917, Члоу, Сухумский округ, Российская империя — 25 февраля 2004, Сухум) — советский абхазский прозаик, поэт, государственный деятель, председатель Президиума Верховного Совета Абхазской АССР (1959—1978). Герой Социалистического Труда (1987). Народный поэт Абхазской АССР (1967).
Известен как историк и лингвист, исследователь абхазо-адыгских языков и истории абхазо-адыгских народов.

## Биография
Член ВКП(б) с 1946 года. В 1939 году окончил Сухумский педагогический институт. В 1939 году поступил в аспирантуру Института языкознания Академии наук Грузинской ССР. В 1945 году защитил диссертацию на соискание учёной степени кандидата филологических наук.
В 1953 году был избран секретарем Союза писателей Абхазии, а в 1956 году — председателем Союза писателей Абхазской АССР. Более десяти лет был председателем Комиссии Совета Министров Абхазской АССР по присуждению государственных премий им. Д. И. Гулиа.
Председатель Президиума Верховного Совета Абхазской АССР (1958—1978).
Депутат Верховного Совета СССР 5-го созыва. С 1976 года — член Ревизионной комиссии КП Грузии. С 1958 года — кандидат в члены ЦК КП Грузии.
По утверждению Д. И. Патиашвили, в 1947 году Шинкуба обратился с письмом «в Кремль, потребовав от Сталина и Берия отделения Абхазии от Грузии и предоставления ей статуса независимой республики».
В 1997 году при учреждении Академии наук Абхазии (АНА) избран её действительным членом.

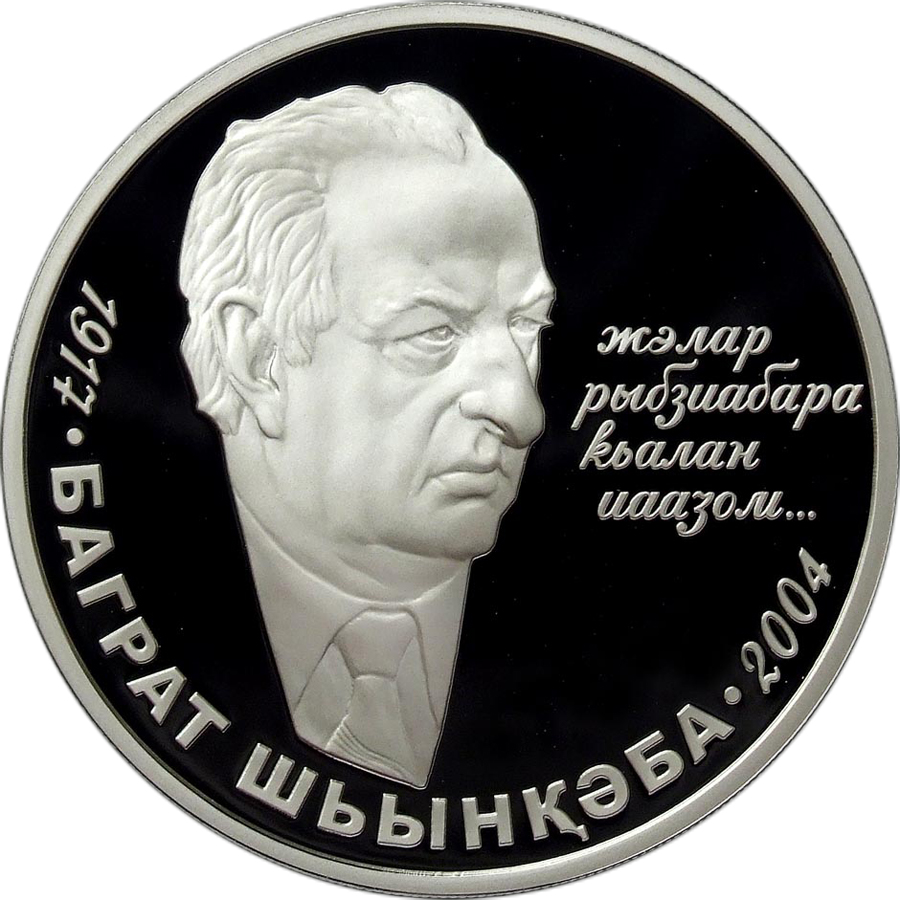
Изображение на монете Абхазии

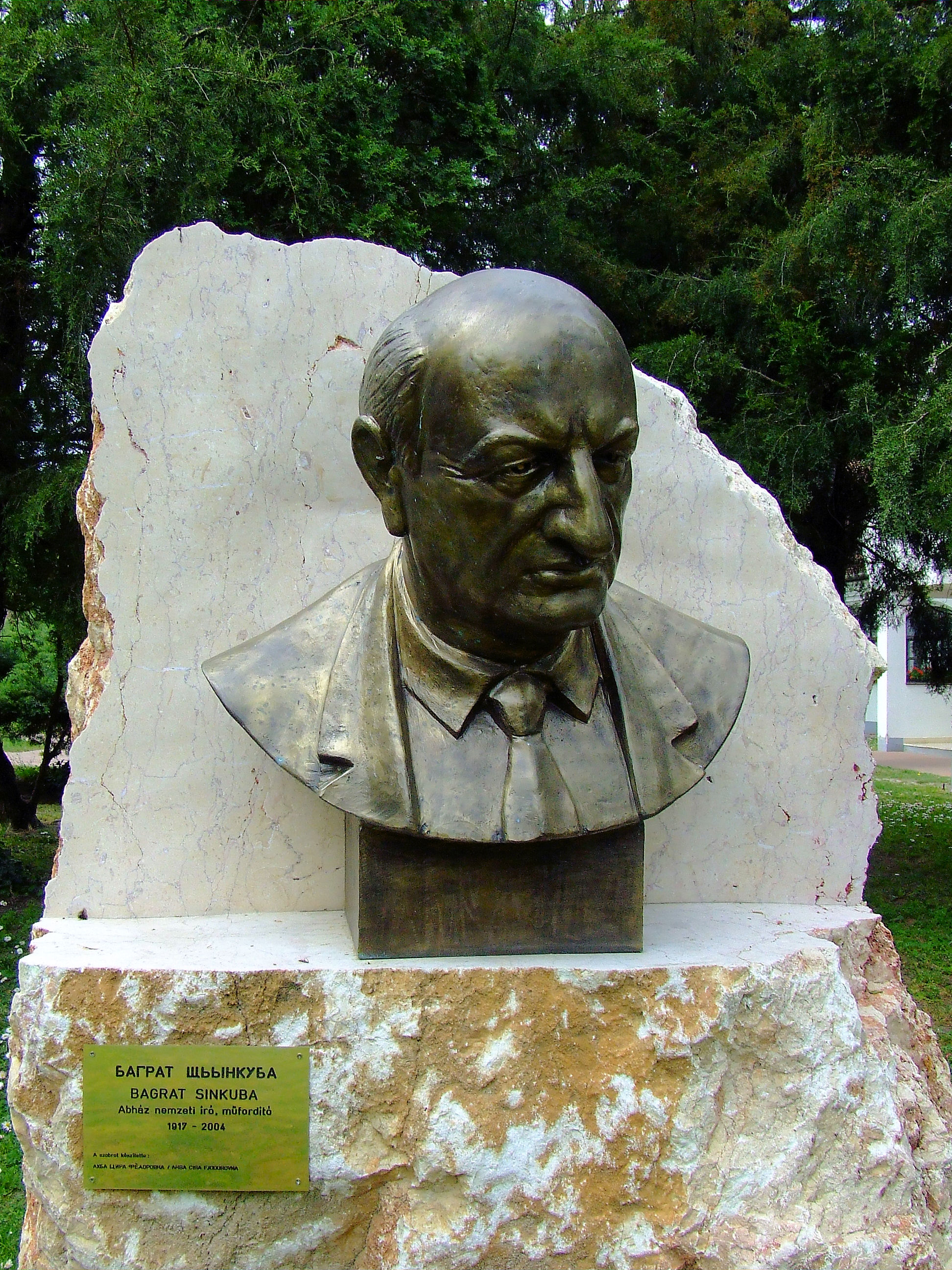
Бюст в Музее Ш. Петёфи

## Творчество
В 1938 году выходит его первый сборник стихов под названием «Первые песни». С его именем связано появление нового жанра в абхазской литературе — романа в стихах: «Мои земляки», поэма «Песнь о скале» Архивная копия от 11 марта 2016 на Wayback Machine. На основе последнего был снят художественный фильм «Белый башлык».
Перу писателя принадлежат известный роман «Последний из ушедших» Архивная копия от 3 ноября 2013 на Wayback Machine (посвящён истории убыхов, разделивших судьбу других мухаджиров во второй половине XIX века; прототипом главного героя послужил Тевфик Эсенч), многочисленные стихотворения, в том числе широко известная в Абхазии «Колыбельная махаджиров».
Был известен также как автор детских стихов и нескольких сказок.

## Награды и звания
- Герой Социалистического Труда (11.05.1987)
- 2 ордена Ленина (02.04.1966; 11.05.1987)
- 3 ордена Трудового Красного Знамени (17.04.1958; 09.09.1971; 12.12.1973)
- орден Дружбы народов (16.05.1977)
- Народный поэт Абхазской АССР (1967).
- Действительный член Академии наук Абхазии (1997)[5]
- Лауреат премии имени Дмитрия Гулиа.
- Лауреат Всесоюзного кинофестиваля 1975 года в Кишинёве — Специальный приз за сценарий фильма «Белый башлык».
- Был удостоен высшей награды Республики Абхазии — орден «Ахьдз-Апша» I степени.

## Память
- В честь Б. В. Шинкуба выпущены почтовая марка и монета Абхазии.
- В родном селе Члоу открыт дом-музей Б. В. Шинкуба[6].

## Сочинения
- Б. Шинкуба. Последний из ушедших
- Иалкаау иоымтакуа, т. 1—2, Akya, 1967—68; в рус. пер. — Избранное. [Предисл. К. Симонова], М., 1976.
- Шинкуба Б. Рассечённый камень: Роман, повесть, рассказ Архивная копия от 10 марта 2016 на Wayback Machine. — Сухум: Абгосиздат, 2011
- Шинкуба Б. Стихи, баллады. Архивная копия от 12 марта 2016 на Wayback Machine / Избранное. М.: Художественная литература, 1976
- Шинкуба Б. Мои земляки (поэма) Архивная копия от 5 марта 2016 на Wayback Machine
- Шинкуба Б. Песня о скале (роман в стихах) Архивная копия от 11 марта 2016 на Wayback Machine
- Шинкуба Б. Чанта приехал (повесть) Архивная копия от 9 марта 2016 на Wayback Machine
- Шинкуба Б. Сказка о капризном козленке / пер. с абхаз. Ю. Кушака. М.: Малыш, 1989. ISBN 5-213-00591-8

## Экранизации
- 1975 — Белый башлык — по поэме «Песня о скале».